# La Vestale (Mercadante)

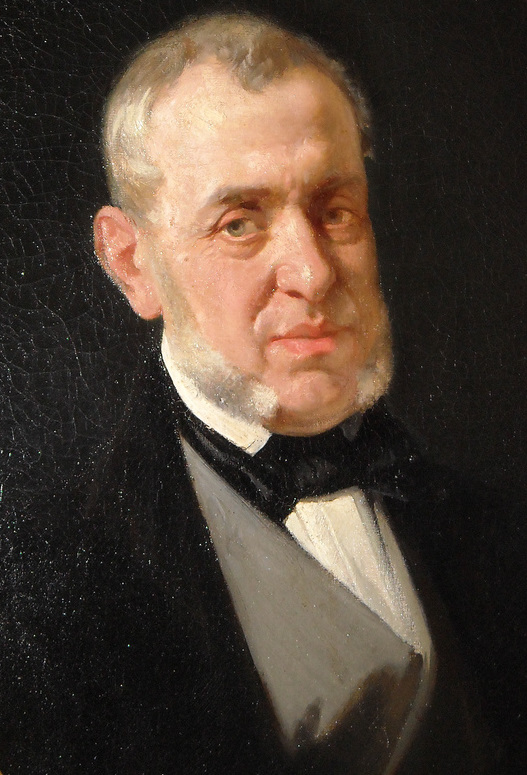
Saverio Mercadante

La Vestale (Vestalen) är en opera (tragedia lirica) i tre akter med musik av Saverio Mercadante och libretto av Salvatore Cammarano inspirerad av Étienne de Jouys libretto till Gaspare Spontinis mer kända opera Vestalen (1807).

## Historia
Handlingen är densamma som i Spontinis opera men annorlunda disponerad; i stället för ett lyckligt slut (som krävdes av den franska konventionen) slutar Cammaranos version med att prästerskapets dömer vestaljungfrun (här Emilia) att begravas levande och hennes älskare begår självmord utanför graven. 
Likheterna med Verdis Aida är slående på flera sätt och då inte bara det tragiska slutet; i akt I förekommer det en fullödig triumfscen liksom i Aida, och ett nästan ordagrant användande av frasen "Decio ritorna, dei Galli vincitor!" (Aida sjunger "Ritorno vincitor!"). Verdi var dessutom närvarande när La Vestale framfördes i Genua 1841 samt levde och verkade i Milano då operan hade premiär den 10 mars 1840 på Teatro alla Scala.

## Personer
- Emilia, en vestaljungfru (sopran)
- Giunia, en annan vestal och Emilias väninna (mezzosopran)
- Decio, en krigare och Emilias älskade (tenor)
- Publio, Decios vän (baryton)
- Licinio Murena, en konsul och Decios fader (tenor)
- Lucio Silano, en konsul (bas)
- Metello Pio, översteprästen (bas)
- La gran vestale (högsta vestalprästinnan) (mezzosopran)